# Lettie Oosthoek
Pour les articles homonymes, voir Oosthoek.
 (décembre 2018).
Si vous disposez d'ouvrages ou d'articles de référence ou si vous connaissez des sites web de qualité traitant du thème abordé ici, merci de compléter l'article en donnant les références utiles à sa vérifiabilité et en les liant à la section « Notes et références ».
Lettie Oosthoek, née Aletta Lapère le 18 octobre 1937 à Zaandam, est une actrice néerlandaise.

## Filmographie

### Cinéma et séries télévisées
- 1961 : Spooksonate : La femme de ménage
- 1964 : Spinoza
- 1966 : Ceasar and Cleo
- 1976 : Scherven
- 1977 : Blindgangers (nl) : Joke
- 1982 : Van de koele meren des doods (nl) : La gouvernante
- 1983 : An Bloem (nl) de Peter Oosthoek : Rietje[2]
- 1985 : De prooi (nl) : Mevrouw Gerritsen
- 1986 : Les Gravos de Dick Maas : Buuvrouw Neuteboom[3]
- 1986 : Dossier Verhulst (nl) : Madame Damiaans
- 1986 : Op hoop van zegen : Mère de Overste
- 1986 : In de schaduw van de overwinning (nl)
- 1987 : Donna Donna : Mère de Coby
- 1987 : De ratelrat (nl) : Diverses rôles
- 1988 : Amsterdamned : Zwerfster met winkelwagen
- 1990 : High Flyer de Erik de Goederen : Aunt
- 1991 : Een dubbeltje te weinig (nl) : Mère de To
- 1992 : Flodders in America (en) : Buurvrouw Neuteboom
- 1993-1998 : Flodder (nl) : Buurvrouw Neuteboom
- 1995 : Flodder 3 (nl) : Buurvrouw Neuteboom
- 1999 : Oppassen!!! (nl) : Madame Meinders
- 2003 : SuperTex (en) de Jan Schütte[4]
- 2006 : Keyzer & De Boer Advocaten : Mrs. Jurgens
- 2009 : Lover of loser (nl) : Vrouw in printshop
- 2010 : The Big Common Denominator de Tess Löwenhardt[5]
- 2011 : Seinpost Den Haag (nl) : Madame de Wit
- 2012 : Dokter Tinus : Bep van Gent

## Vie privée
Elle fut mariée avec l'acteur et réalisateur Peter Oosthoek,.